# Andrej Barbasjinskij
Andrej Stanislavovitj Barbasjinskij (russisk: Андрей Станиславович Барбашинский, født 4. maj 1970 i Asjmjany, Hrodna voblast) er en hviderussisk tidligere håndboldspiller som deltog for blandede hold under Sommer-OL 1992.
I 1992 vandt han en guldmedalje sammen med Blandede hold. Han spillede i alle syv kampe og scorede 19 mål.